# Марко К'юдінеллі
Марко К'юдінеллі (нар. 10 вересня 1981) — колишній швейцарський тенісист.
Найвищу одиночну позицію світового рейтингу — 52 місце досяг 22 лютого 2010, парну — 118 місце — 2 листопада 2009 року.
Здобув 1 парний титул.
Найвищим досягненням на турнірах Великого шолома було 3 коло в одиночному розряді.
Завершив кар'єру 2017 року.

## Фінали турнірів ATP за кар'єру

### Парний розряд: 4 (1–3)
| Легенда                                     |
| ------------------------------------------- |
| Турніри Великого шлему (0–0)                |
| Серія Мастерс 1000 Світового Туру ATP (0–0) |
| Серія 500 Світового туру ATP (0–0)          |
| Серія 250 Світового туру ATP (1–3)          |

| Фінали за покриттям |
| ------------------- |
| Тверде (0–0)        |
| Ґрунт (1–1)         |
| Трава (0–2)         |
| Килим (0–0)         |

| Результат | В-П | Дата     | Турнір           | Покриття | Партнер         | Суперники                          | Рахунок           |
| --------- | --- | -------- | ---------------- | -------- | --------------- | ---------------------------------- | ----------------- |
| Поразка   | 0–1 | Лип 2006 | Гштад, Швейцарія | Ґрунт    | Жан-Клод Шеррер | Їржі Новак (тенісист) Андрей Павел | 3–6, 1–6          |
| Поразка   | 0–2 | Лип 2009 | Галле, Німеччина | Трава    | Андреас Бек     | Крістофер Кас Філіпп Кольшрайбер   | 3–6, 4–6          |
| Перемога  | 1–2 | Сер 2009 | Гштад, Швейцарія | Ґрунт    | Міхаель Ламмер  | Ярослав Левинський Філіп Полашек   | 7–5, 6–3          |
| Поразка   | 1–3 | Чер 2014 | Галле, Німеччина | Трава    | Роджер Федерер  | Андре Бегеманн Юліан Ноул          | 6–1, 5–7, [10–12] |

## Тур ATP Челленджер і ITF Ф'ючерс

### Одиночний розряд: 15 (10–5)
| Легенда           |
| ----------------- |
| Челленджери (3–4) |
| Ф'ючерси (7–1)    |

| Фінали за покриттям |
| ------------------- |
| Тверде (10–2)       |
| Ґрунт (0–0)         |
| Килим (0–3)         |

| Фінали за типом корту |
| --------------------- |
| Відкритий (9–2)       |
| Закритий (1–3)        |

| Результат | Ранг | Дата              | Турнір               | Покриття   | Суперник             | Рахунок            |
| --------- | ---- | ----------------- | -------------------- | ---------- | -------------------- | ------------------ |
| Перемога  | 1.   | 3 лютого 2002     | Дубай, ОАЕ           | Тверде     | Джиммі Ванг          | 7–6(7–5), 6–2      |
| Поразка   | 1.   | 24 березня 2002   | Пуатьє, Франція      | Килим (i)  | Грегорі Карраз       | 6–7(8–10), 2–6     |
| Перемога  | 2.   | 14 квітня 2002    | Сірос, Греція        | Тверде     | Жерон Массон         | 6–7(5–7), 6–2, 6–4 |
| Перемога  | 3.   | 28 квітня 2003    | Наманган, Узбекистан | Тверде     | Айсам-уль-Хак Куреші | 6–1, 7–6(7–1)      |
| Перемога  | 4.   | 25 січня 2004     | Доха, Катар          | Тверде     | Урос Віко            | 6–2, 6–4           |
| Поразка   | 1.   | 2 лютого 2004     | Белград, Сербія      | Килим (i)  | Ненад Зімоньїч       | 6–2, 6–7(2–7), 4–6 |
| Перемога  | 1.   | 6 вересня 2004    | Донецьк, Україна     | Тверде     | Саша Туксар          | 6–3, 6–2           |
| Перемога  | 5.   | 21 травня 2006    | Mishref, Кувейт      | Тверде     | Мохамед Мамун        | 6–0, 6–2           |
| Перемога  | 6.   | 4 червня 2006     | Mishref, Кувейт      | Тверде     | Віктор Брутанс       | 6–1, 4–6, 6–0      |
| Перемога  | 7.   | 23 листопада 2008 | Дубай, ОАЕ           | Тверде     | Бенжамен Бальре      | 6–1, 6–0           |
| Перемога  | 2.   | 27 квітня 2009    | Тенерифе, Іспанія    | Тверде     | Паоло Лоренці        | 6–3, 6–4           |
| Поразка   | 2.   | 4 березня 2013    | Кіото, Японія        | Килим (i)  | Джон Міллман         | 6–4, 4–6, 6–7(2–7) |
| Поразка   | 3.   | 9 серпня 2015     | Сеговія, Іспанія     | Тверде     | Євген Донской        | 6–7(2–7), 3–6      |
| Поразка   | 4.   | 24 січня 2016     | Маніла, Філіппіни    | Тверде     | Михайло Южний        | 4–6, 4–6           |
| Перемога  | 3.   | 21 лютого 2016    | Вроцлав, Польща      | Тверде (i) | Ян Герних            | 6–3, 7–6(11–9)     |

### Парний розряд: 17 (6–11)
| Легенда            |
| ------------------ |
| Челленджери (6–11) |

| Фінали за покриттям |
| ------------------- |
| Тверде (5–8)        |
| Ґрунт (0–2)         |
| Килим (1–1)         |

| Фінали за типом корту |
| --------------------- |
| Відкритий (4–8)       |
| Закритий (2–3)        |

| Результат | Ранг | Дата              | Турнір                   | Покриття   | Партнер            | Суперники                              | Рахунок                |
| --------- | ---- | ----------------- | ------------------------ | ---------- | ------------------ | -------------------------------------- | ---------------------- |
| Поразка   | 1.   | 22 жовтня 2001    | Сеул, Корея              | Тверде     | Їв Аллегро         | Франтішек Чермак Ярослав Левинський    | 7–5, 6–7(8–10), 3–6    |
| Поразка   | 2.   | 29 жовтня 2001    | Йокогама, Японія         | Килим (i)  | Себастьян Єґер     | Судзукі Такао Такада Міцуру            | 3–6, 4–6               |
| Поразка   | 3.   | 19 листопада 2001 | Пуебла, Мексика          | Тверде     | Туомас Кетола      | Джонатан Ерліх Енді Рам                | 4–6, 7–6(7–5), 1–6     |
| Перемога  | 1.   | 30 вересня 2002   | Бухара, Узбекистан       | Тверде     | Їв Аллегро         | Янко Типсаревич Ян Вайнцірль           | 6–3, 6–4               |
| Поразка   | 4.   | 28 жовтня 2002    | Réunion, Острів Реюньйон | Тверде     | Ярослав Левинський | Федеріко Бровне Джонатан Ерліх         | 1–6, 6–4, 3–6          |
| Поразка   | 5.   | 6 вересня 2004    | Донецьк, Україна         | Тверде     | Ловро Зовко        | Ігор Куніцин Урос Віко                 | 6–3, 3–6, 4–6          |
| Поразка   | 6.   | 25 квітня 2005    | Туніс (місто), Туніс     | Ґрунт      | Жан-Клод Шеррер    | Томас Беренд Роберт Ліндстедт          | 6–3, 1–6, 3–6          |
| Поразка   | 7.   | 13 листопада 2006 | PEOPLEnet CUP, Україна   | Тверде (i) | Ловро Зовко        | Сергій Стаховський Орест Терещук       | 3–6, 0–6               |
| Поразка   | 8.   | 3 листопада 2008  | Астана, Казахстан        | Тверде     | Жорж Бастл         | Михайло Єлгін Олександр Кудрявцев      | 4–6, 7–6(10–8), [8–10] |
| Поразка   | 9.   | 26 березня 2013   | Сан-Луїс-Потосі, Мексика | Ґрунт      | Петер Гойовчик     | Марін Драганя Адріан Менендес Масейрас | 4–6, 3–6               |
| Перемога  | 2.   | 21 липня 2014     | Астана, Казахстан        | Тверде     | Сергій Бубка       | Чжень Ді Хуан Лянцзі                   | 6–3, 6–4               |
| Перемога  | 3.   | 23 листопада 2015 | Андрія, Італія           | Тверде (i) | Франк Мозер        | Дастін Браун Карстен Болл              | 7–6(7–5), 7–5          |
| Поразка   | 10.  | 18 вересня 2016   | Стамбул, Туреччина       | Тверде     | Маріус Копіл       | Садіо Думбія Кальвін Емері             | 4–6, 3–6               |
| Перемога  | 4.   | 25 вересня 2016   | Ізмір, Туреччина         | Тверде     | Маріус Копіл       | Садіо Думбія Кальвін Емері             | 6–4, 6–4               |
| Поразка   | 11.  | 23 жовтня 2016    | Берестя, Франція         | Тверде (i) | Лука Ванні         | Сандер Арендс Матеуш Ковальчик         | 7–6(7–2), 3–6, [5–10]  |
| Перемога  | 5.   | 23 квітня 2017    | Тайбей, Тайвань          | Килим (i)  | Франко Шкугор      | Санчай Ратіватана Сончат Ратіватана    | 4–6, 6–2, [10–5]       |
| Перемога  | 6.   | 7 травня 2017     | Кімчхон, Південна Корея  | Тверде     | Теймураз Габашвілі | Руан Рулофсе Ї Чжухуань                | 6–1, 6–3               |

## Досягнення в одиночних змаганнях
| W | Ф | ПФ | ЧФ | #Р | КТ | К# | DNQ | A | NH |

| Турнір                                 | 2000 | 2001 | 2002 | 2003 | 2004 | 2005 | 2006 | 2007 | 2008 | 2009  | 2010  | 2011 | 2012 | 2013 | 2014 | 2015 | 2016 | 2017 | SR     | В-П   |
| -------------------------------------- | ---- | ---- | ---- | ---- | ---- | ---- | ---- | ---- | ---- | ----- | ----- | ---- | ---- | ---- | ---- | ---- | ---- | ---- | ------ | ----- |
| Турніри Великого шолома                |      |      |      |      |      |      |      |      |      |       |       |      |      |      |      |      |      |      |        |       |
| Відкритий чемпіонат Австралії з тенісу |      |      |      | К1р  |      | К1р  |      | 1р   |      | К3р   | 2р    | К1р  |      | К3р  | К1р  |      | К2р  | К1р  | 0 / 2  | 1–2   |
| Відкритий чемпіонат Франції з тенісу   |      |      | К1р  |      | К2р  | К1р  |      |      |      |       | 2р    | К1р  | К1р  |      | К1р  |      | К1р  | К1р  | 0 / 1  | 1–1   |
| Вімблдонський турнір                   |      |      | К1р  | К1р  | К2р  | К2р  |      |      |      | К2р   | 1р    | К3р  | К2р  | К1р  | К3р  | К2р  | К1р  | К1р  | 0 / 1  | 0–1   |
| Відкритий чемпіонат США з тенісу       |      |      | К2р  |      | К1р  |      | 3р   |      |      | 3р    | 2р    | К2р  | К1р  | К1р  | 1р   | К3р  | 2р   | К2р  | 0 / 5  | 6–5   |
| В-П                                    | 0–0  | 0–0  | 0–0  | 0–0  | 0–0  | 0–0  | 2–1  | 0–1  | 0–0  | 2–1   | 3–4   | 0–0  | 0–0  | 0–0  | 0–1  | 0–0  | 1–1  | 0–0  | 0 / 9  | 8–9   |
| Виступи за країну                      |      |      |      |      |      |      |      |      |      |       |       |      |      |      |      |      |      |      |        |       |
| Кубок Девіса                           |      |      |      |      |      | 1р   | PO   | 1р   |      | 1р    | 1р    | Z1   | 1р   | 1р   | П    | PO   | 1р   | 1р   | 1 / 9  | 8–13  |
| Swiss турніри                          |      |      |      |      |      |      |      |      |      |       |       |      |      |      |      |      |      |      |        |       |
| Відкритий чемпіонат Швейцарії          | К3р  |      |      |      | 1р   |      | 2р   |      |      | 1р    | 2р    |      |      | 1р   |      | 1р   | 1р   | 1р   | 0 / 8  | 2–8   |
| Swiss Indoors                          |      |      | К1р  | К3р  | 2р   |      | 1р   | 1р   | 1р   | ПФ    | 1р    | 1р   | 2р   | 1р   | 1р   | 1р   | 1р   | 1р   | 0 / 13 | 5–13  |
| Загальна статистика                    |      |      |      |      |      |      |      |      |      |       |       |      |      |      |      |      |      |      |        |       |
| Разом виграшів–поразок                 | 0–0  | 0–0  | 0–0  | 0–1  | 4–7  | 2–3  | 5–5  | 3–3  | 0–1  | 10–13 | 14–29 | 3–4  | 4–10 | 1–5  | 0–4  | 1–3  | 3–5  | 2–5  | 52–98  | 52–98 |
| Рейтинг на кінець року                 | 381  | 365  | 256  | 289  | 142  | 287  | 155  | 487  | 605  | 56    | 117   | 177  | 146  | 173  | 211  | 282  | 120  | 418  | 35%    | 35%   |

## Гра за національну збірну

### Кубок Девіса (9–19)
| Приналежність до групи |
| ---------------------- |
| Світова група (4–13)   |
| Плей-оф СГ (4–6)       |
| Група I (1–0)          |
| Група II (0–0)         |

| Матчів за покриттям |
| ------------------- |
| Тверде (7–11)       |
| Ґрунт (0–7)         |
| Трава (0–0)         |
| Килим (2–1)         |

| Матчів за розрядом      |
| ----------------------- |
| Одиночний розряд (8–13) |
| Парний розряд (1–6)     |

| Закритий/відкритий корт |
| ----------------------- |
| Закритий (9–17)         |
| Відкритий (0–2)         |

| Матчів за місцем проведення |
| --------------------------- |
| Швейцарія (8–7)             |
| За кордоном (1–12)          |

- ▲ ▼ позначає результат матчу на Кубок Девіса, після чого вказано дату, місце проведення і тип покриття тенісного корту.

| Результат | Ранг                                                                                            | Rubber                                                                                          | Тип матчу (партнер, якщо є)                                                                     | Країна-суперниця                                                                                | Гравець(вці)-суперник(и)                                                                        | Рахунок                                                                                         |
| ▼2–3; 4–6 березня 2005; Expo Centre, Фрібур, Швейцарія; перший раунд Світової групи; тверде (з)                          | ▼2–3; 4–6 березня 2005; Expo Centre, Фрібур, Швейцарія; перший раунд Світової групи; тверде (з) | ▼2–3; 4–6 березня 2005; Expo Centre, Фрібур, Швейцарія; перший раунд Світової групи; тверде (з) | ▼2–3; 4–6 березня 2005; Expo Centre, Фрібур, Швейцарія; перший раунд Світової групи; тверде (з) | ▼2–3; 4–6 березня 2005; Expo Centre, Фрібур, Швейцарія; перший раунд Світової групи; тверде (з) | ▼2–3; 4–6 березня 2005; Expo Centre, Фрібур, Швейцарія; перший раунд Світової групи; тверде (з) | ▼2–3; 4–6 березня 2005; Expo Centre, Фрібур, Швейцарія; перший раунд Світової групи; тверде (з) |
| --- | ----------------------------------------------------------------------------------------------- | ----------------------------------------------------------------------------------------------- | ----------------------------------------------------------------------------------------------- | ----------------------------------------------------------------------------------------------- | ----------------------------------------------------------------------------------------------- | ----------------------------------------------------------------------------------------------- |
| Поразка | 1                                                                                               | I                                                                                               | Одиночний розряд                                                                                | Нідерланди                                                                                      | Шенг Схалкен                                                                                    | 6–7(4–7), 6–4, 3–6, 7–5, 2–6                                                                    |
| Перемога | 2                                                                                               | V                                                                                               | Одиночний розряд (Матч без турнірного значення)                                                 | Нідерланди                                                                                      | Петер Весселс                                                                                   | 4–6, знявся                                                                                     |
| ▲4–1; 22–24 вересня 2006; Palexpo, Женева, Швейцарія; плей-оф Світової групи; тверде (з)                                 |                                                                                                 |                                                                                                 |                                                                                                 |                                                                                                 |                                                                                                 |                                                                                                 |
| Перемога | 3                                                                                               | V                                                                                               | Одиночний розряд (dead rubber)                                                                  | Сербія і Чорногорія                                                                             | Янко Типсаревич                                                                                 | 6–4, 6–1                                                                                        |
| ▼2–3; 9–11 лютого 2007; Palexpo, Женева, Швейцарія; перший раунд Світової групи; килим (з)                               |                                                                                                 |                                                                                                 |                                                                                                 |                                                                                                 |                                                                                                 |                                                                                                 |
| Перемога | 4                                                                                               | I                                                                                               | Одиночний розряд                                                                                | Іспанія                                                                                         | Фернандо Вердаско                                                                               | 6–3, 6–4, 3–6, 7–6(7–2)                                                                         |
| Поразка | 5                                                                                               | III                                                                                             | Парний розряд (з Ївом Аллегро)                                                                  | Іспанія                                                                                         | Фелісіано Лопес / Фернандо Вердаско                                                             | 6–7(5–7), 7–6(7–3), 7–6(7–2), 1–6, 10–12                                                        |
| Перемога | 6                                                                                               | V                                                                                               | Одиночний розряд (dead rubber)                                                                  | Іспанія                                                                                         | Давид Феррер                                                                                    | 3–6, 6–3, 6–3                                                                                   |
| ▼1–4; 6–8 березня 2009; Birmingham–Jefferson Convention Complex, Бірмінгем, США; перший раунд Світової групи; тверде (з) |                                                                                                 |                                                                                                 |                                                                                                 |                                                                                                 |                                                                                                 |                                                                                                 |
| Поразка | 7                                                                                               | II                                                                                              | Одиночний розряд                                                                                | Сполучені Штати                                                                                 | Енді Роддік                                                                                     | 1–6, 3–6, 6–7(5–7)                                                                              |
| Поразка | 8                                                                                               | V                                                                                               | Одиночний розряд (dead rubber)                                                                  | Сполучені Штати                                                                                 | Джеймс Блейк                                                                                    | 4–6, 6–7(6–8)                                                                                   |
| ▲3–2; 18–20 вересня 2009; Centro Sportivo "Valletta Cambiaso", Генуя, Італія; плей-оф Світової групи; ґрунт              |                                                                                                 |                                                                                                 |                                                                                                 |                                                                                                 |                                                                                                 |                                                                                                 |
| Поразка | 9                                                                                               | III                                                                                             | Парний розряд (зі Стеном Вавринкою)                                                             | Італія                                                                                          | Сімоне Болеллі / Потіто Стараче                                                                 | 2–6, 4–6, 6–7(3–7)                                                                              |
| ▼1–4; 5–7 березня 2010; Plaza de Toros de La Ribera, Логроньо, Іспанія; перший раунд Світової групи; ґрунт (з)           |                                                                                                 |                                                                                                 |                                                                                                 |                                                                                                 |                                                                                                 |                                                                                                 |
| Поразка | 10                                                                                              | I                                                                                               | Одиночний розряд                                                                                | Іспанія                                                                                         | Давид Феррер                                                                                    | 2–6, 6–7(5–7), 1–6                                                                              |
| Поразка | 11                                                                                              | V                                                                                               | Одиночний розряд (dead rubber)                                                                  | Іспанія                                                                                         | Ніколас Альмагро                                                                                | 1–6, 3–6                                                                                        |
| ▼0–5; 17–19 вересня 2010; Національний тенісний центр, Астана, Казахстан; плей-оф Світової групи; тверде (з)             |                                                                                                 |                                                                                                 |                                                                                                 |                                                                                                 |                                                                                                 |                                                                                                 |
| Поразка | 12                                                                                              | I                                                                                               | Одиночний розряд                                                                                | Казахстан                                                                                       | Андрій Голубєв                                                                                  | 4–6, 4–6, 4–6                                                                                   |
| Поразка | 13                                                                                              | V                                                                                               | Одиночний розряд (dead rubber)                                                                  | Казахстан                                                                                       | Михайло Кукушкін                                                                                | 2–6, 4–6                                                                                        |
| ▲5–0; 8–10 липня 2011; PostFinance-Arena, Берн, Швейцарія; другий раунд Групи I Європа/Африка; тверде (з)                |                                                                                                 |                                                                                                 |                                                                                                 |                                                                                                 |                                                                                                 |                                                                                                 |
| Перемога | 14                                                                                              | IV                                                                                              | Одиночний розряд (dead rubber)                                                                  | Португалія                                                                                      | Жуан Соуза                                                                                      | 6–3, 6–4                                                                                        |
| ▼0–5; 10–12 лютого 2012; Forum Fribourg, Фрібур, Швейцарія; перший раунд Світової групи; ґрунт (з)                       |                                                                                                 |                                                                                                 |                                                                                                 |                                                                                                 |                                                                                                 |                                                                                                 |
| Поразка | 15                                                                                              | V                                                                                               | Одиночний розряд (dead rubber)                                                                  | Сполучені Штати                                                                                 | Джон Ізнер                                                                                      | 3–6, 4–6                                                                                        |
| ▲3–2; 14–16 вересня 2012; Westergasfabriek, Амстердам, Нідерланди; плей-оф Світової групи; ґрунт                         |                                                                                                 |                                                                                                 |                                                                                                 |                                                                                                 |                                                                                                 |                                                                                                 |
| Поразка | 16                                                                                              | V                                                                                               | Одиночний розряд (dead rubber)                                                                  | Нідерланди                                                                                      | Тіємо де Баккер                                                                                 | 2–6, 6–7(4–7)                                                                                   |
| ▼2–3; 1–3 лютого 2013; Palexpo, Женева, Швейцарія; перший раунд Світової групи; тверде (з)                               |                                                                                                 |                                                                                                 |                                                                                                 |                                                                                                 |                                                                                                 |                                                                                                 |
| Поразка | 17                                                                                              | III                                                                                             | Парний розряд (зі Стеном Вавринкою)                                                             | Чехія                                                                                           | Томаш Бердих / Лукаш Росол                                                                      | 4–6, 7–5, 4–6, 7–6(7–3), 22–24                                                                  |
| ▲4–1; 13–15 вересня 2013; Patinoire du Littoral, Невшатель, Швейцарія; плей-оф Світової групи; тверде (з)                |                                                                                                 |                                                                                                 |                                                                                                 |                                                                                                 |                                                                                                 |                                                                                                 |
| Перемога | 18                                                                                              | II                                                                                              | Одиночний розряд                                                                                | Еквадор                                                                                         | Хуліо Сесар Кампосано                                                                           | 3–6, 6–1, 6–3, 7–6(9–7)                                                                         |
| Поразка | 19                                                                                              | V                                                                                               | Одиночний розряд (dead rubber)                                                                  | Еквадор                                                                                         | Ґонсало Ескобар                                                                                 | 0–6, 5–7                                                                                        |
| ▲3–2; 31 січня – 2 лютого 2014; SPENS, Новий Сад, Сербія; перший раунд Світової групи; тверде (з)                        |                                                                                                 |                                                                                                 |                                                                                                 |                                                                                                 |                                                                                                 |                                                                                                 |
| Перемога | 20                                                                                              | III                                                                                             | Парний розряд (з Міхаелем Ламмером)                                                             | Сербія                                                                                          | Філіп Країнович / Ненад Зімоньїч                                                                | 7–6(9–7), 3–6, 7–6(7–2), 6–2                                                                    |
| Поразка | 21                                                                                              | V                                                                                               | Одиночний розряд (dead rubber)                                                                  | Сербія                                                                                          | Філіп Країнович                                                                                 | 4–6, 4–6                                                                                        |
| ▲3–2; 12–14 вересня 2014; Palexpo, Женева, Швейцарія; півфінал Світової групи; тверде (з)                                |                                                                                                 |                                                                                                 |                                                                                                 |                                                                                                 |                                                                                                 |                                                                                                 |
| Поразка | 22                                                                                              | III                                                                                             | Парний розряд (зі Стеном Вавринкою)                                                             | Італія                                                                                          | Сімоне Болеллі / Фабіо Фоніні                                                                   | 5–7, 6–3, 7–5, 3–6, 2–6                                                                         |
| ▲4–1; 18–20 вересня 2015; Palexpo, Женева, Швейцарія; плей-оф Світової групи; тверде (з)                                 |                                                                                                 |                                                                                                 |                                                                                                 |                                                                                                 |                                                                                                 |                                                                                                 |
| Поразка | 23                                                                                              | III                                                                                             | Парний розряд (з Роджером Федерером)                                                            | Нідерланди                                                                                      | Тіємо де Баккер / Матве Мідделкоп                                                               | 6–7(7–9), 6–4, 6–4, 4–6, 1–6                                                                    |
| ▼0–5; 4–6 березня 2016; Adriatic Arena, Пезаро, Італія; перший раунд Світової групи; ґрунт (з)                           |                                                                                                 |                                                                                                 |                                                                                                 |                                                                                                 |                                                                                                 |                                                                                                 |
| Поразка | 24                                                                                              | I                                                                                               | Одиночний розряд                                                                                | Італія                                                                                          | Паоло Лоренці                                                                                   | 6–7(14–16), 3–6, 6–4, 7–5, 5–7                                                                  |
| Поразка | 25                                                                                              | III                                                                                             | Парний розряд (з Генрі Лааксоненом)                                                             | Італія                                                                                          | Сімоне Болеллі / Андреас Сеппі                                                                  | 3–6, 1–6, 3–6                                                                                   |
| ▼0–5; 3–5 лютого 2017; Legacy Arena / BJCC, Бірмінгем, США; перший раунд Світової групи; тверде (з)                      |                                                                                                 |                                                                                                 |                                                                                                 |                                                                                                 |                                                                                                 |                                                                                                 |
| Поразка | 26                                                                                              | I                                                                                               | Одиночний розряд                                                                                | Сполучені Штати                                                                                 | Джек Сок                                                                                        | 4–6, 3–6, 1–6                                                                                   |
| ▲3–2; 15–17 вересня 2017; Swiss Tennis Arena, Біль, Швейцарія; плей-оф Світової групи; тверде (з)                        |                                                                                                 |                                                                                                 |                                                                                                 |                                                                                                 |                                                                                                 |                                                                                                 |
| Перемога | 27                                                                                              | II                                                                                              | Одиночний розряд                                                                                | Білорусь                                                                                        | Дмитро Жирмонт                                                                                  | 6–3, 4–6, 6–4, 6–3                                                                              |
| Перемога | 28                                                                                              | IV                                                                                              | Одиночний розряд                                                                                | Білорусь                                                                                        | Ярослав Шило                                                                                    | 6–4, 6–3, 6–4                                                                                   |

#### Перемоги: 1
| Розіграш          | Збірна Швейцарії                                             | Раунди/суперники                                               |
| ----------------- | ------------------------------------------------------------ | -------------------------------------------------------------- |
| Кубок Девіса 2014 | Роджер Федерер Стен Вавринка Міхаель Ламмер Марко К'юдінеллі | 1р: SUI 3–2 SRB ЧФ: SUI 3–2 KAZ ПФ: SUI 3–2 ITA Ф: SUI 3–1 FRA |